# Bryopsidophyceae
Em taxonomia, Bryopsidophyceae é uma classe de algas verdes, da divisão Chlorophyta. A classe não possui mais valor taxonômico e os organismos que faziam parte da classe foram realocados em Ulvophyceae.